# Liste des invités du Daily Show
 (février 2019).
Si vous disposez d'ouvrages ou d'articles de référence ou si vous connaissez des sites web de qualité traitant du thème abordé ici, merci de compléter l'article en donnant les références utiles à sa vérifiabilité et en les liant à la section « Notes et références ».
Cette page dresse la liste des invités du Daily Show (la liste est non exhaustive).

## Politiciens

### Chefs d’États, chefs de gouvernements, vices-chefs d’États et leurs épouses
- Barack Obama, actuel président des États-Unis
- Joe Biden, actuel vice-président des États-Unis
- Jimmy Carter, ancien président des États-Unis
- Bill Clinton, ancien président des États-Unis
- Al Gore, ancien vice-président des États-Unis
- Hillary Clinton, actuelle secrétaire d'État des États-Unis et épouse de l'ancien président Bill Clinton
- Tony Blair, ancien Premier ministre du Royaume-Uni
- Gordon Brown, ancien Premier ministre du Royaume-Uni
- Vicente Fox, ancien président du Mexique
- Evo Morales, président de la Bolivie
- Pervez Musharraf, ancien président du Pakistan
- Abdallah II, roi de Jordanie
- Ellen Johnson Sirleaf, président du Liberia
- Rosalynn Carter épouse de l'ancien président Jimmy Carter
- Lynne Cheney, épouse de l'ancien vice-président Dick Cheney
- Michelle Obama, épouse du président Barack Obama

### Membres duCabinet des États-Unis
- Madeleine Albright
- John Ashcroft
- James Baker
- Zbigniew Brzeziński
- Steven Chu
- Austan Goolsbee
- Henry Kissinger
- Ray LaHood
- Gary Locke
- Ray Mabus
- Janet Napolitano
- Paul O'Neill
- Colin Powell
- Robert Reich
- Tom Ridge
- Donald Rumsfeld
- Ken Salazar
- Kathleen Sebelius
- Margaret Spellings
- Christine Todd Whitman
- Lisa Jackson

### Membres duSénat des États-Unis
- Evan Bayh, (D) Indiana
- Joe Biden, (D) Delaware, ancien
- Barbara Boxer, (D) Californie
- Bill Bradley, (D) New Jersey, ancien
- Lincoln Chafee, (I) Rhode Island, ancien
- Hillary Clinton, (D) New York, ancien
- Norm Coleman, (R) Minnesota, ancien
- Tom Daschle, (D) Dakota du Sud, ancien
- Christopher Dodd, (D) Connecticut
- Bob Dole, (R) Kansas, ancien
- John Edwards, (D) Caroline du Nord, ancien
- Russell Feingold (en), (D) Wisconsin, ancien
- Al Franken, (D) Minnesota
- Gary Hart, (D) Colorado, ancien
- Kay Bailey Hutchison, (R) Texas
- Edward Moore Kennedy, (D) Massachusetts, ancien
- Bob Kerrey, (D) Nebraska, ancien
- John Kerry, (D) Massachusetts
- Joseph Lieberman, (I) Connecticut
- Trent Lott, (R) Mississippi, ancien
- John McCain, (R) Arizona
- Bob Menendez, (D) New Jersey
- Zell Miller, (D) Géorgie, ancien
- Carol Moseley-Braun, (D) Illinois, ancien
- Ben Nelson, (D) Nebraska
- Barack Obama, (D) Illinois, ancien
- Bernie Sanders, (I) Vermont
- Rick Santorum, (R) Pennsylvanie, ancien
- Chuck Schumer, (D) New York
- Arlen Specter, (D), Pennsylvanie

### Membres de laChambre des représentants des États-Unis
- Henry Bonilla (en), (R)
- Barney Frank, (D)
- Richard Gephardt, (D)
- Newt Gingrich, (R) ancien porte-parole
- Dennis Kucinich, (D)
- Ron Paul, (R)
- Nancy Pelosi, (D) ancien porte-parole

### Autres officiers fédéraux et conseillers
- John R. Bolton
- Michael D. Brown (en)
- Joseph C. Wilson
- Andrew Card
- Alan Greenspan
- Karen Hughes
- Ari Fleischer
- Scott McClellan
- Dana Perino
- Richard Perle
- Tony Snow
- George Tenet

### Gouverneurs
- Evan Bayh, ancien gouverneur de l'Indiana
- Rod Blagojevich, ancien gouverneur de l'Illinois
- Jon Corzine, ancien gouverneur du New Jersey
- Mario Cuomo, ancien gouverneur de New York
- Howard Dean, ancien gouverneur du Vermont
- Mike Huckabee, ancien gouverneur de l'Arkansas
- Bob Kerrey, ancien gouverneur du Nebraska
- James McGreevey, ancien gouverneur du New Jersey
- Tim Pawlenty, ancien gouverneur du Minnesota
- Rick Perry, gouverneur du Texas
- Marc Racicot, ancien gouverneur du Montana
- Bill Richardson, gouverneur du Nouveau-Mexique
- William Weld, ancien gouverneur du Massachusetts
- Tim Kaine, ancien gouverneur de Virginie

### Maires
- Michael Bloomberg, maire de New York
- Rudy Giuliani, ancien maire de New York
- Ed Koch, ancien maire de New York

### Autres figures politiques
- Ali Allawi
- Donna Brazile
- Pat Buchanan
- Wesley Clark
- William Kristol
- Ed Gillespie
- Terry McAuliffe
- Ken Mehlman
- Ralph Nader
- Al Sharpton
- Howard Stern
- Desmond Tutu
- Bob Woodward
- Howard Zinn
- John Zogby
- Elizabeth Edwards
- Jenny Sanford

## Journalistes
- Christiane Amanpour, ABC hôte de This Week
- Reza Aslan, Analyste du Moyen-Orient pour CBS News
- Maziar Bahari, Newsweek
- Fred Barnes, analyste pour Fox News
- Tom Brokaw, ancien présentateur de NBC Nightly News
- Rajiv Chandrasekaran, éditeur assistant du Washington Post
- Anderson Cooper, correspondant de CNN Correspondent et hôte de Anderson Cooper 360°
- Bob Costas, commentateur sportif pour NBC Sports
- Larry King, ancien hôte du Larry King Live
- Katie Couric, présentateur du CBS Evening News
- Thomas Friedman, journaliste du syndicat national
- Christopher Hitchens, journaliste
- Peter Jennings, présentateur de ABC World News Tonight
- Matt Lauer, coprésentateur du Today Show
- Lara Logan, correspondant de guerre pour CBS News
- Rachel Maddow, présentatrice du Rachel Maddow Show
- Chris Matthews, hôte du Hardball with Chris Matthews
- Michael Moore, réalisateur de documentaires
- Bill Moyers, ancien hôte de Now
- Bill O'Reilly, hôte du O'Reilly Factor
- Jeremy Paxman, hôte de Newsnight
- Dan Rather, ancien présentateur de CBS Evening News
- Al Roker, homme-météo du Today Show
- Helen Thomas, correspondant de la Maison-Blanche
- Barbara Walters, présentatrice de The View
- Brian Williams, présentateur de NBC Nightly News
- Fareed Zakaria, éditeur de Newsweek International
- David Gregory

## Acteurs et actrices
- Ben Affleck, acteur et scénariste ayant remporté un Oscar
- Gillian Anderson
- Julie Andrews
- Rowan Atkinson
- Alan Alda
- Halle Berry, actrice ayant remporté un Oscar
- Adrien Brody, acteur ayant remporté un Oscar
- Pierce Brosnan
- David Boreanaz
- Sandra Bullock, actrice ayant remporté un Oscar
- Steve Carell, ancien correspondant du Daily Show
- Sacha Baron Cohen, dont une fois en tant que Borat
- George Clooneyacteur ayant remporté un Oscar
- Daniel Craig
- David Cross
- Russell Crowe, acteur ayant remporté un Oscar
- Matt Damon, acteur ayant remporté un Oscar
- Claire Danes
- Cameron Diaz
- David Duchovny
- Carmen Electra
- Colin Farrell
- Colin Firth, acteur ayant remporté un Oscar
- Harrison Ford
- Ron Howard, réalisateur ayant remporté un Oscar
- Jodie Foster, actrice ayant remporté deux Oscar
- Jamie Foxx, acteur ayant remporté un Oscar
- Anne Hathaway
- Dustin Hoffman, acteur ayant remporté deux Oscars
- Samuel L. Jackson
- Angelina Jolie, actrice ayant remporté un Oscar
- Richard Gere
- Ricky Gervais
- Adam Goldberg
- Joseph Gordon-Levitt
- Topher Grace
- Jake Gyllenhaal
- Maggie Gyllenhaal
- Keira Knightley
- Denis Leary
- Heath Ledger, acteur ayant remporté un Oscar
- Ashton Kutcher
- John Malkovich
- Rachel McAdams
- Ian McKellen
- Dennis Miller
- Clive Owen
- Robert Patrick
- Dev Patel
- Matthew Perry
- Natalie Portman, ayant remporté un Oscaractress
- Dennis Quaid
- John C. Reilly
- Christina Ricci
- Seth Rogen
- Paul Rudd
- Adam Sandler
- Jerry Seinfeld
- Ben Stiller
- Meryl Streep, actrice ayant remporté daux Oscars
- Christopher Walken, acteur ayant remporté un Oscar
- Bruce Willis
- Elijah Wood
- Mick Foley, Pro Wrestler and writer
- Seth Green

## Musiciens
- Tori Amos
- Arcade Fire, qui a chanté pendant l'émission
- Jon Bon Jovi
- Coldplay, qui a chanté pendant l'émission
- Jack's Mannequin, qui a chanté pendant l'émission
- Jakob Dylan
- Justin Bieber
- Goo Goo Dolls
- Dave Grohl
- Wynton Marsalis
- John Mellencamp
- RZA
- Lupe Fiasco, qui a chanté pendant l'émission avec Skylar Grey
- Richie Sambora
- Slash
- Bruce Springsteen, qui a chanté pendant l'émission
- Ringo Starr, qui a chanté pendant l'émission avec Ben Harper et Relentless Seven
- Tenacious D, qui a chanté pendant l'émission
- They Might Be Giants, qui interprètent la musique du générique du Daily Show, écrite par Bob Mould
- Tom Waits, qui a chanté pendant l'émission
- The White Stripes, qui a chanté pendant l'émission
- Neil Young

## Hommes d'affaires
- Jeff Bezos, fondateur d'Amazon.com
- Bill Gates, fondateur de Microsoft
- Craig Newmark, fondateur de Craigslist
- Jimmy Wales, fondateur de Wikipédia

## Écrivains
- Ian Bremmer
- Denis Leary
- David Sedaris
- Kurt Vonnegut
- Howard Zinn